# Vjekoslav Stipić
Vjekoslav Stipić (Gradac, 5. svibnja 1929. – Split, 29. siječnja 1996.), hrvatski liječnik i istaknuti zagonetač, autor brojnih antologijskih stihovnih zagonetki objavljenih u najutjecajnijim hrvatskim zagonetačkim listovima poput Čvora, Vjesnikova kviza, Kviza i Kviskoteke.
Primjer antologijske četverostruke stihovne premetaljke: 

IVANKA je čudna cura, 

i navadu lošu ima, 

u KAVANI kada sjedi, 

namiguje redom svima. 

Konobaru prigovara, 

NI KAVA joj dobra nije, 

ponaša se k'o NAIVKA - 

čas se ljuti, čas se smije! 

 (Vjesnikov kviz, br. 295, 8. VI. 1983.) 